# Rolf Krakes saga
Rolf Krakes saga (norrønt Hrólfs saga kraka) er en sen fornaldersaga om de tragiske hændelser, der udspillede sig omkring den danske konge Rolf Krake og hans slægt, Skjoldungerne. Hændelserne bliver dateret til slutningen af 400-tallet og begyndelsen af 500-tallet. 

## Manuskripterne
Rolf Krake (Hrólf Kraki) var en mytologisk konge ved Lejre på Sjælland. Han er beskrevet i flere ældre sagaer og i andre dokumenter som Lejrekrøniken (Chronicon Lethrense) og Gesta Danorum af Saxo Grammaticus (som «Roluo Krake»). Indholdet af Rolf Krakes saga bliver også nævnt af Snorre Sturlason i hans Ynglingasaga som en del af en i dag tabt saga om Skjoldungene. Han nævnes også i Skáldskaparmál.
Det er antaget, at sagaen blev nedskrevet i perioden mellem 1230 og 1450, men inden nedskrivningen har det vært en lang mundtlig tradition, hvor den historiske kerne er blevet finslebet, ændret og forskønnet. Sagaen bliver sædvanligvis klassificeret som en fornaldersaga, en legende eller en saga fra forhistorisk tid.
Hele 44 manuskripter er bevaret, men det ældste er fra 1600-tallet, selvom man har kendskab til et manuskript fra ca. 1461 på klosteret Möðruvellir i Skíðadal, en dal i fjorden Eyjafjörður i den nordøstlige del af Island.
Sagaen er udarbejdet på samme måde som de fleste andre sagaer, og er en form for krønike i den norrøne tradition, med delvis tilsvarende information som nævnes i de angelsaksiske episke digte Beowulf og Widsith, hvor mange af de samme personer optræder i deres tilsvarende gammelengelske former: Rolf Krake (Hrólfr Kraki) er Hroðulf, hans far Helge (Helgi) er Halga, hans onkel Roar (Hróarr) er Hroðgar, hans bestefar Halvdan (Halfdan) er Healfdene, og deres slægt Skjoldungene er Scyldingas. Desuden optræder også de samme fjender: Frode (Fróðo) som Froda og kong Adils (Aðils) i Svitjod (Sverige) som den svenske kong Ædgils.

## Indhold
Sagaen begynder med en konflikt, hvor Frode dræber sin bror Halvdan for at blive konge af Danmark. Tiltrods for Frodes forsøg på at få dræbt Halvdans to unge sønner, Roar og Helge, formår disse at hævne deres far ved at brænde Frode inde. Roar gifter sig derefter med datteren til en konge i England mens Helge bliver konge af Danmark. Han bliver optaget af at gifte sig med Aaluf (Ólof), en smuk saksisk dronning og skjoldmø eller møkonge som ernærer sig som krigerkonge og er uinteresseret i ægteskab. 
Ved deres første møde klipper hun håret af ham og sender ham tilbage til skibet i en sæk. Helge tager hævn ved at lokke Aaluf ind i en skov med to skattekister og tvinger hende til at have samleje. Hun føder senere en datter, som hun døber Yrsa efter sin hund. Senere lader hun Helge møde Yrsa og de bliver forelsket i hinanden uden at kende slægtforholdet. Da Yrsa opdager, at Helge er hendes egen far rejser hun tilbage til sin hævngerrige mor. Senere gifter Yrsa sig med Adils, konge af Sverige. Helge dør og bliver efterfulgt af sin bror Roar, mens Rolf fortsat er en ung dreng, men da Roar også dør bliver Rolf Krake danernes konge. 
Mange helte ankommer for at gå i Rolfs tjeneste, blandt andet Bodvar Bjarke (se også Bjarkemål). Adils beder om hjælp i kampen mod sin onkel og Rolf sender tolv af sine krigere og Adils vinder sit rige. Da Adils ikke vil betale Rolfs mænd for deres hjælp drager Rolf Krake til Uppsala, hvor han får hjælp af sin mor Yrsa, som giver rige gaver.
Efter at have ledt landet i mange år bliver Rolf Krake brændt til døde af sin svoger Hjarvard (Hjorvard). Alle hans mænd bliver også dræbt undtagen en, som lader som om han sværger troskab til Hjarvard, men dræber ham i stedet. 